# Ağdaşi járás
Az Ağdaşi járás (azeri nyelven:Ağdaş rayonu) Azerbajdzsán egyik járása. Székhelye Ağdaş.

Az Ağdaşi járás elhelyezkedése Azerbajdzsánban

## Népesség
- 1939-ben 58 064 lakosa volt, melyből 50 141 azeri, 4555 lezg, 2191 orosz, 522 örmény, 195 ukrán, 35 zsidó, 29 német, 27 talis stb.
- 1959-ben 40 466 lakosa volt, melyből 37 678 azeri, 1057 lezg, 982 orosz, 144 örmény, 8 grúz, 7 zsidó.
- 1970-ben 60 102 lakosa volt, melyből 58 307 azeri, 602 lezg, 535 orosz és ukrán, 226 örmény, 54 caur, 32 tatár, 20 grúz, 9 zsidó, 4 avar, 4 udin, 1 kurd.
- 1979-ben 67 951 lakosa volt, melyből 66 645 azeri, 599 orosz és ukrán, 324 lezg, 227 örmény, 19 avar, 18 tatár, 11 grúz, 3 caur, 2 udin, 1 kurd.
- 1999-ben 89 214 lakosa volt, melyből 88 905 azeri, 111 orosz és ukrán, 106 lezg, 72 török, 13 tatár, 2 grúz.
- 2009-ben 98 599 lakosa volt, melyből 98 388 azeri, 105 lezg, 49 orosz, 31 török, 4 tatár, 3 ukrán.